# Emanuel Derman
Pour les articles homonymes, voir Derman.
Emanuel Derman, né en 1946, est un universitaire originaire d'Afrique du Sud. Il est également homme d'affaires et écrivain. Il est surtout connu en tant qu'analyste quantitatif, et auteur du livre My Life as A Quant: Reflections on Physics and Finance.
Il est coauteur du modèle de Black-Derman-Toy (en), l'un des premiers modèles de taux d'intérêt, et du modèle Derman-Kani volatilité locale (en) ou modèle de l'arbre implicite, un modèle compatible avec le smile de volatilité (en).
Il est actuellement professeur à université Columbia et est directeur de son programme en ingénierie financière. Il est également le chef de la gestion des risques et un partenaire à Prisma Capital Partners, un fond de fonds (en). Son livre My Life as A Quant: Reflections on Physics and Finance (Ma vie en tant que quant : Réflexions sur la physique et la finance), publié par Wiley en septembre 2004, était l'un des dix meilleurs livres de l'année 2004 de Business Week. En 2011, il publie Models.Behaving.Badly: Why Confusing Illusion with Reality Can Lead to Disaster, on Wall Street and in Life (Les modèles se comportent mal : pourquoi confondre illusion et réalité peut mener au désastre, à Wall Street et dans la vie), un livre contrastant modèles financiers avec les théories de la science dure, et contenant également une certaine part autobiographique.

## Biographie
Derman qui est juif, a étudié à l'université du Cap et a reçu un doctorat en physique théorique de Columbia en 1973, où il a écrit une thèse sur l'expérience de diffusion électron-hadron. Cette expérience a été effectuée au centre de l'accélérateur linéaire de Stanford en 1978 par une équipe dirigée par Charles Prescott et Richard Taylor, et a confirmé la modèle de Weinberg-Salam. Entre 1973 et 1980, il a fait des recherches en physique théorique des particules à l'université de Pennsylvanie, l'université d'Oxford, l'université Rockefeller et l'université du Colorado à Boulder. De 1980 à 1985 il a travaillé aux Laboratoires Bell, où il a développé des langages informatiques pour les applications de modélisation pour les entreprises.
En 1985, Derman rejoint Goldman Sachs (la division de recherche taux), où il fut l'un des codéveloppeurs du modèle de taux d'intérêt Black-Derman-Toy (en).
Il a quitté Goldman Sachs à la fin de l'année 1988 afin de prendre un poste à Salomon Brothers Inc en tant que Directeur de la recherche sur les taux hypothécaire ajustable dans le groupe Analyse de portefeuilles d'obligations.
Réembauché par Goldman Sachs, de 1990 à 2000 il a dirigé le groupe de stratégies quantitatives dans la division dérivés actions qui a pour la première fois étudié les modèles de volatilité locale et le smile de volatilité. Il a été nommé directeur général de Goldman Sachs en 1997. En 2000, il est devenu le chef de la gestion des risques du groupe de gestion quantitative. Il a pris sa retraite de Goldman Sachs en 2002 et a pris ses fonctions actuelles à l'université Columbia et au sein de Prisma Capital Partners.
Derman a été nommé l'ingénieur financier IAFE/Sungard de l'année 2000 et a été élu au Hall of Fame des risques en 2002. Il est l'auteur de nombreux articles sur la finance quantitative sur les sujets de volatilité et la nature de la modélisation financière.
Depuis 1995, Derman a écrit de nombreux articles soulignant la différence essentielle entre les modèles de la physique et des modèles de la finance. Les bons modèles de la physique visent à prédire l'avenir avec précision à partir du présent, ou de prévoir de nouveaux phénomènes non observées auparavant; les modèles de la finance sont principalement utilisés pour estimer les valeurs de titres illiquides à partir de ceux liquides. Les modèles en physique s’appuient sur des variables objectives alors que les modèles en finance s'appuient eux sur des variables subjectives. « En physique, on trouvera peut-être un jour une théorie qui explique tout ; dans la finance et les sciences sociales, vous avez de la chance si vous trouvez déjà une théorie parfaitement utilisable de quoi que ce soit. »
Derman a écrit avec Paul Wilmott (en) le manifeste des modélisateurs financiers (en) (Financial Modelers' Manifesto), un ensemble de règles et de principes pour faire de la modélisation financière responsable.

## Models.Behaving.Badly (Modèles.SeComportant.Mal)
En 2011, le professeur Derman a publié un nouveau livre intitulé Models.Behaving.Badly: Why Confusing Illusion With Reality Can Lead to Disaster, on Wall Street and in Life (Modèles.SeComportant.Mal: Pourquoi confondre illusion et réalité peut conduire au désastre, à Wall Street et dans la vie). Dans ce travail, il dénonce l'effondrement du capitalisme en tant que modèle utilisant les opérations de sauvetage qui caractérisent la crise financière de 2008. Il appelle à un retour aux principes, à l'idée que si vous voulez prendre une chance à la hausse, vous avez également pris une chance à la baisse. Plus généralement, il analyse trois façons de comprendre le comportement du monde : les modèles, la théorie et l'intuition. Les modèles, soutient-il, ne sont que des métaphores qui comparent quelque chose que vous voulez comprendre à partir de quelque chose que vous faites déjà. Les modèles fournissent des connaissances relatives. Les théories, en revanche, sont des tentatives pour comprendre le monde dans des conditions absolues, tandis que les modèles reposent sur d'autres bases, les théories, comme celles de Newton, de Maxwell ou de Spinoza, ont leurs propres fondements. L'intuition, le plus profond genre de connaissance, ne vient que de temps en temps, après un travail long et dur. C'est une fusion de l'entendeur avec le comprendre. Son livre expose avec précision ces idées en s'appuyant d'exemples tirés des théories de la physique et de la philosophie ainsi que sur celles des modèles financiers.